# Serraticardia macmillanii
Serraticardia macmillanii (Yendo) P.C. Silva, 1957  é o nome botânico  de uma espécie de algas vermelhas pluricelulares do gênero Serraticardia.
- São algas marinhas encontradas na América do Norte.

## Sinonímia
- Cheilosporum macmillanii Yendo, 1902